# Blitvica (Gustac)
Blitvenjak ili Blitvica izduženi je otočić visok 8 metara. Smješten je između Kornata i Piškere. Pripada Kalafatima, maloj otočnoj skupini smještenoj unutar granice Nacionalnog parka Kornati.